# Porlezza
Porlezza là một đô thị nằm bên hồ Lugano thuộc tỉnh Como trong vùng Lombardia, có cự ly khoảng 60 km về phía bắc của Milano và khoảng 25 km về phía bắc của Como. Tại thời điểm ngày 31 tháng 12 năm 2004, đô thị này có dân số 4.325 người và diện tích là 18,7 km².
Đô thị Porlezza có các frazioni (các đơn vị trực thuộc, chủ yếu là các làng) Begna, Cima, và Tavordo.
Porlezza giáp các đô thị: Bene Lario, Carlazzo, Claino con Osteno, Corrido, Lenno, Ossuccio, Ponna, Val Rezzo, Valsolda.